# Sitzungsberichte der Mathematisch-Physikalischen Classe (Klasse) der K. B. Akademie der Wissenschaften zu München
Sitzungsberichte der Mathematisch-Physikalischen Classe (Klasse) der K. B. Akademie der Wissenschaften zu München (abreviado Sitzungsber. Math.-Phys. Cl. Königl. Bayer. Akad. Wiss. München) fue una revista con ilustraciones y descripciones botánicas que fue editada en Múnich. donde se publicaron 38 números desde 1871 hasta 1908.